# Andromède XXIX
Andromède XXIX est une galaxie naine du Groupe local.